# Gare de Menars
Gare de Menars vasútállomás Franciaországban, Menars településen.

## Vasútvonalak
Az állomást az alábbi vasútvonalak érintik:
- Párizs–Bordeaux-vasútvonal

## Kapcsolódó állomások
A vasútállomáshoz az alábbi állomások vannak a legközelebb:
- Gare de Suèvres (Paris Gare d’Austerlitz, Párizs–Bordeaux-vasútvonal)
- Gare de La Chaussée-Saint-Victor (Gare de Bordeaux-Saint-Jean, Párizs–Bordeaux-vasútvonal)